# Nathanaels Sogn
Nathanaels Sogn er et sogn i Amagerbro Provsti (Københavns Stift). Sognet ligger i Københavns Kommune; indtil Kommunalreformen i 1970 lå det i Sokkelund Herred (Københavns Amt). I Nathanaels Sogn ligger Nathanaels Kirke.
Sognet udskiltes i 1899 fra Sundby Sogn.
I Nathanaels Sogn findes flg. autoriserede stednavne: